# Rurambi
Rurambi är ett periodiskt vattendrag i Burundi.   Det ligger i provinsen Kirundo, i den norra delen av landet, 120 kilometer nordost om huvudstaden Bujumbura. Rurambi ligger vid sjön Lac Rwihinda.
Omgivningarna runt Rurambi är en mosaik av jordbruksmark och naturlig växtlighet. Runt Rurambi är det tätbefolkat, med 411 invånare per kvadratkilometer.